# Gózó Šioda
Gózó Šioda (japonsky 塩田 剛三 Šioda Gózó, 9. září 1915 – 17. července 1994), byl japonský mistr aikida, který vyvinul Jóšinkan aikidó (合気道 養神館). Byl jedním z nejvíce pokročilých studentů zakladatele aikida Morihei Uešiba (植芝 盛平). Šioda měl v aikidu hodnost 9. danu Aikikai.